# Airy-Prozess
Der Airy-Prozess ist eine Familie von stationären stochastischen Prozessen, die als Grenzwerte in der Theorie der Zufallsmatrizen und der statistischen Physik auftauchen. Es wird vermutet, dass die Airy-Prozess die langzeit, groß-skalierte räumliche Fluktuation der Modelle in der (1+1) KPZ-Universalitätsklasse (das heißt eine 1 Zeit- und 1 Raum-Dimension) für viele Anfangsbedingungen beschreiben. Der Name der Prozesse leitet sich von der Airy-Funktion ab.
Der Airy2-Prozess wurde 2002 von den Mathematikern Michael Prähofer und Herbert Spohn eingeführt. Sie bewiesen, dass die Höhenfunktion eines zufälligen Wachstumsmodelles – dem PNG-Droplet – unter einer bestimmten Skalierung und Anfangsbedingung gegen den Airy2-Prozess konvergiert. Des Weiteren bewiesen sie, dass der Prozess stationär ist und fast sicher stetig Pfade hat.
Der Airy2-Prozess wird über seine endlichdimensionale Verteilung definiert, welche eine Fredholm-Determinante des erweiterten Airy-Kerns ist. Betrachtet man nur einen Zeitpunkt (die Einpunkt-Verteilung) so folgt der Airy2-Prozess der Tracy-Widom-Verteilung des GUE.
Der Airy{\displaystyle _{1}}-Prozess wurde von Tomohiro Sasomoto eingeführt und seine Einpunkt-Verteilung ist die Tracy-Widom-Verteilung des GOE. Es existiert auch ein Airystat-Prozess.

## Airy2-Prozess
Seien {\displaystyle t_{1}<t_{2}<\dots <t_{n}} in {\displaystyle \mathbb {R} }.
Der Airy2-Prozess {\displaystyle A_{2}(t)} ist der stochastische Prozess, so dass
{\displaystyle P(A_{2}(t_{1})<\xi _{1},\dots ,A_{2}(t_{n})<\xi _{n})=\det(1-f^{1/2}K_{\operatorname {Ai} }^{\operatorname {ext} }f^{1/2})_{L^{2}(\{t_{1},\dots ,t_{n}\}\times \mathbb {R} )}}
wobei
{\displaystyle f:=f(t_{j},\xi ):=1_{\{(\xi _{j},\infty )\}}(\xi )}
und der erweiterte Airy-Kern als Matrixkern durch
{\displaystyle K_{\operatorname {Ai} }^{\operatorname {ext} }:=K_{\operatorname {Ai} }^{\operatorname {ext} }(t_{i},x;t_{j},y)={\begin{cases}{\displaystyle \int _{0}^{\infty }e^{-z(t_{i}-t_{j})}\operatorname {Ai} (x+z)\operatorname {Ai} (y+z)\mathrm {d} z}&{\text{falls}}\;t_{i}\geq t_{j}\\{\displaystyle -\int _{-\infty }^{0}e^{-z(t_{i}-t_{j})}\operatorname {Ai} (x+z)\operatorname {Ai} (y+z)\mathrm {d} z}&{\text{falls}}\;t_{i}<t_{j}\end{cases}}}
definiert ist.

### Erläuterungen
- Im Fall {\displaystyle t_{i}=t_{j}} wird der erweiterte Airy-Kern zum Airy-Kern und es gilt

{\displaystyle P(A_{2}(t)\leq \xi )=F_{2}(\xi ),}
wobei {\displaystyle F_{2}(\xi )} die Tracy-Widom-Verteilung des gaußschen unitären Ensembles ist. Unter einer bestimmten Skalierung konvergiert somit der größte Eigenwert des GUEs zu dem Airy-Prozess in Verteilung.
- {\displaystyle f^{1/2}K_{\operatorname {Ai} }^{\operatorname {ext} }f^{1/2}} ist ein Spurklasseoperator auf {\displaystyle L^{2}(\{t_{1},\dots ,t_{n}\}\times \mathbb {R} )} mit Zählmaß auf {\displaystyle \{t_{1},\dots ,t_{n}\}} und Lebesgue-Maß auf {\displaystyle \mathbb {R} }. Der Integralkern ist {\displaystyle f^{1/2}K_{\operatorname {Ai} }^{\operatorname {ext} }(t_{i},x;t_{j},y)f^{1/2}}.[7]